# 月刊国際観察
月刊国際観察（げっかん・こくさいかんさつ）は朝日ニュースターの激論アリーナ枠内で放送されていた国際問題を取り上げたトーク番組である。

## 概要
毎月第2土曜22時から24時生放送。（その他再放送随時）実質的には同一司会者による「葉千栄のNIPPONぶった斬り」を改題・リニューアルしたもので、毎月様々な世界の情勢について、新聞・放送などのマスメディアが取り上げることが無い裏の話題にスポットを当て、国際問題に精通した有識者との対談を交えながらわかり易く解説していく。
朝日ニュースターがテレビ朝日直営となることに伴う抜本的な番組改正に伴い、2012年3月で終了した。

## 出演
- 葉千栄
- 本村由紀子